# 김대환 (1949년)
김대환(金大煥, 1949년 10월 19일 ~ , 경북 김천)은 대한민국의 경제학자이자 공직자이다. 인하대학교 경제학부 교수와 참여민주사회 시민연대 정책위원장을 지냈고, 참여정부 시절인 2004년부터 2006년까지 노동부 장관을 역임했다. 2013년 6월부터 노사정위원회 위원장으로 재직하였으나, 2015년 4월 사퇴의사를 밝혔다.

## 학력
- 계성고등학교 졸업
- 서울대학교 경제학과 경제학 학사
- 서울대학교 대학원 경제학과 경제학 석사
- 영국 옥스퍼드 대학교 대학원 경제학 박사